# تويوتا ألفارد
تويوتا ألفارد (بالإنجليزية: Toyota Alphard)‏ هي سيارة فان فاخرة بدأت تويوتا بإنتاجها منذ عام 2002 .

## معرض الصور

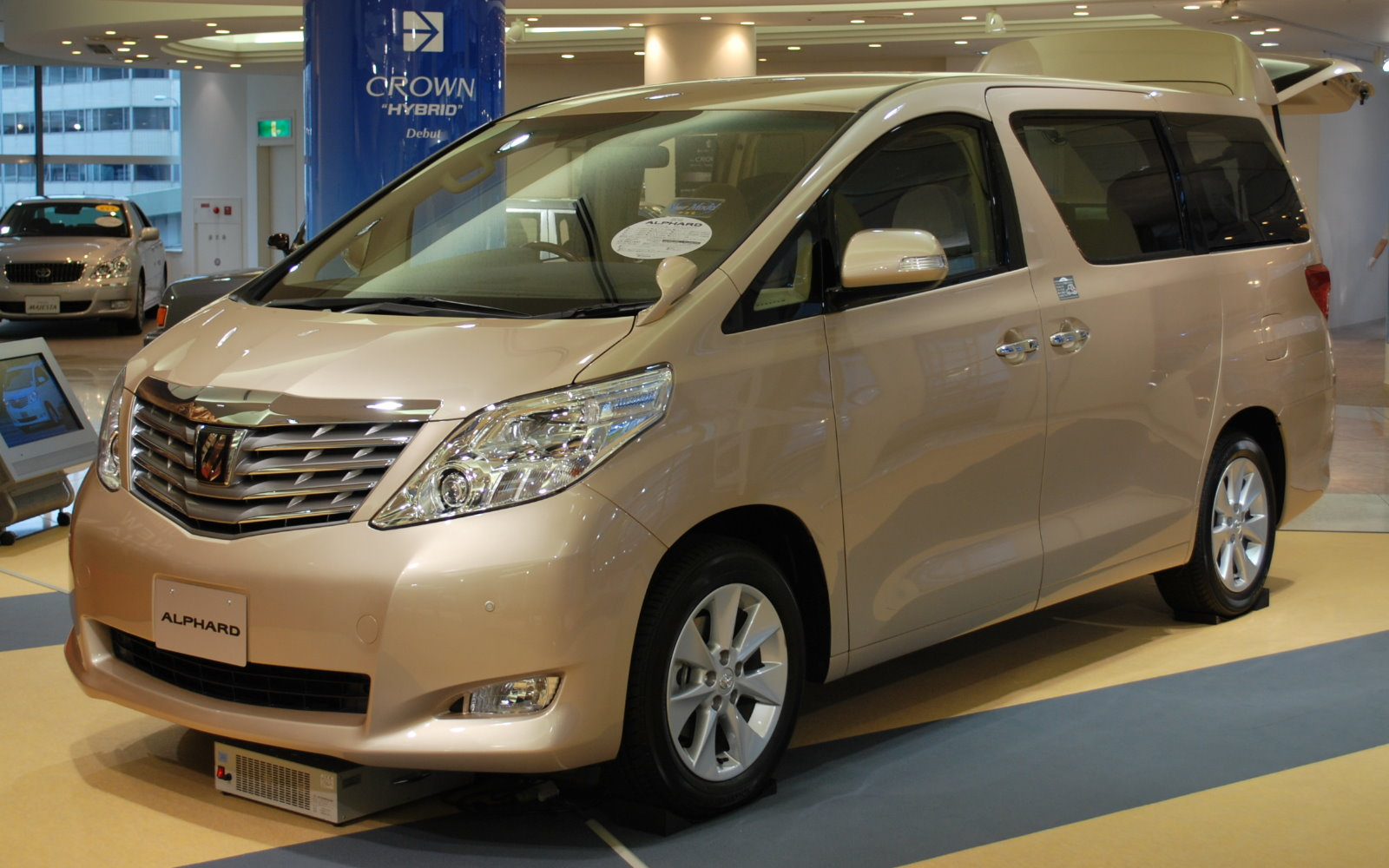
تويوتا ألفارد 2008
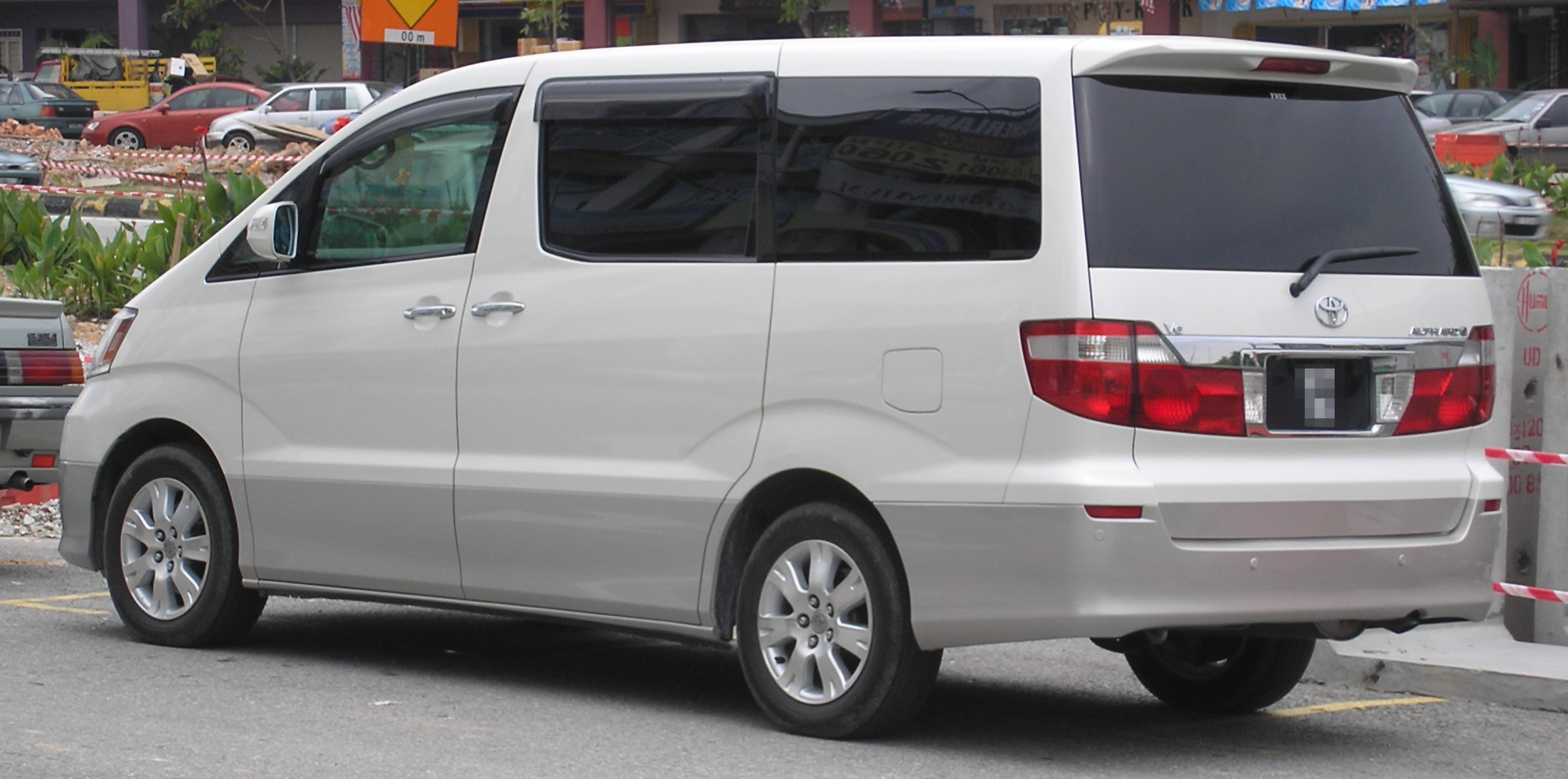
Toyota Alphard V MZ (شبه-فاسيليفتيد, ماليزيا)
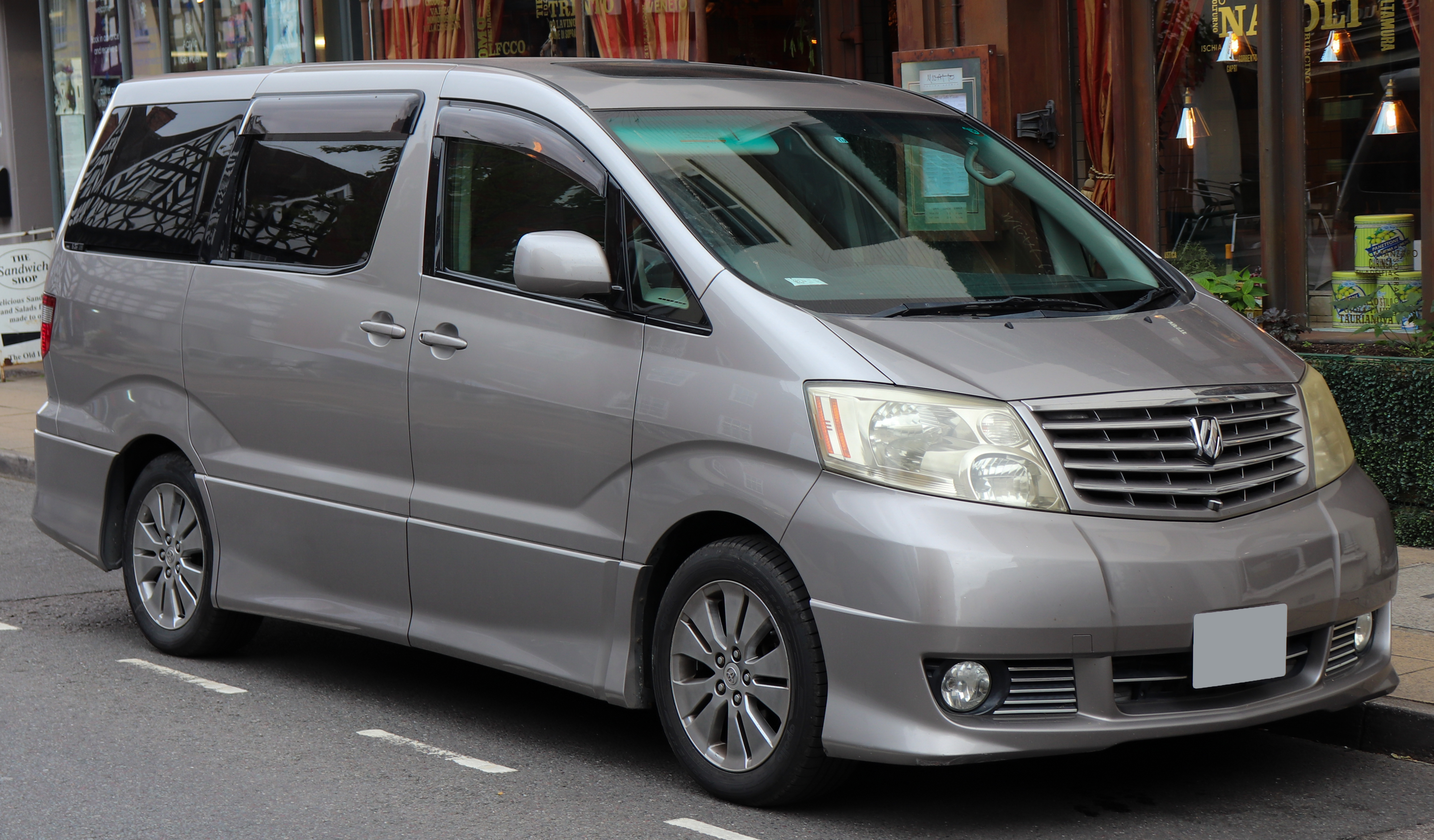
تويوتا ألفارد V AS (شبه-فاسيليفتيد, UK)2004
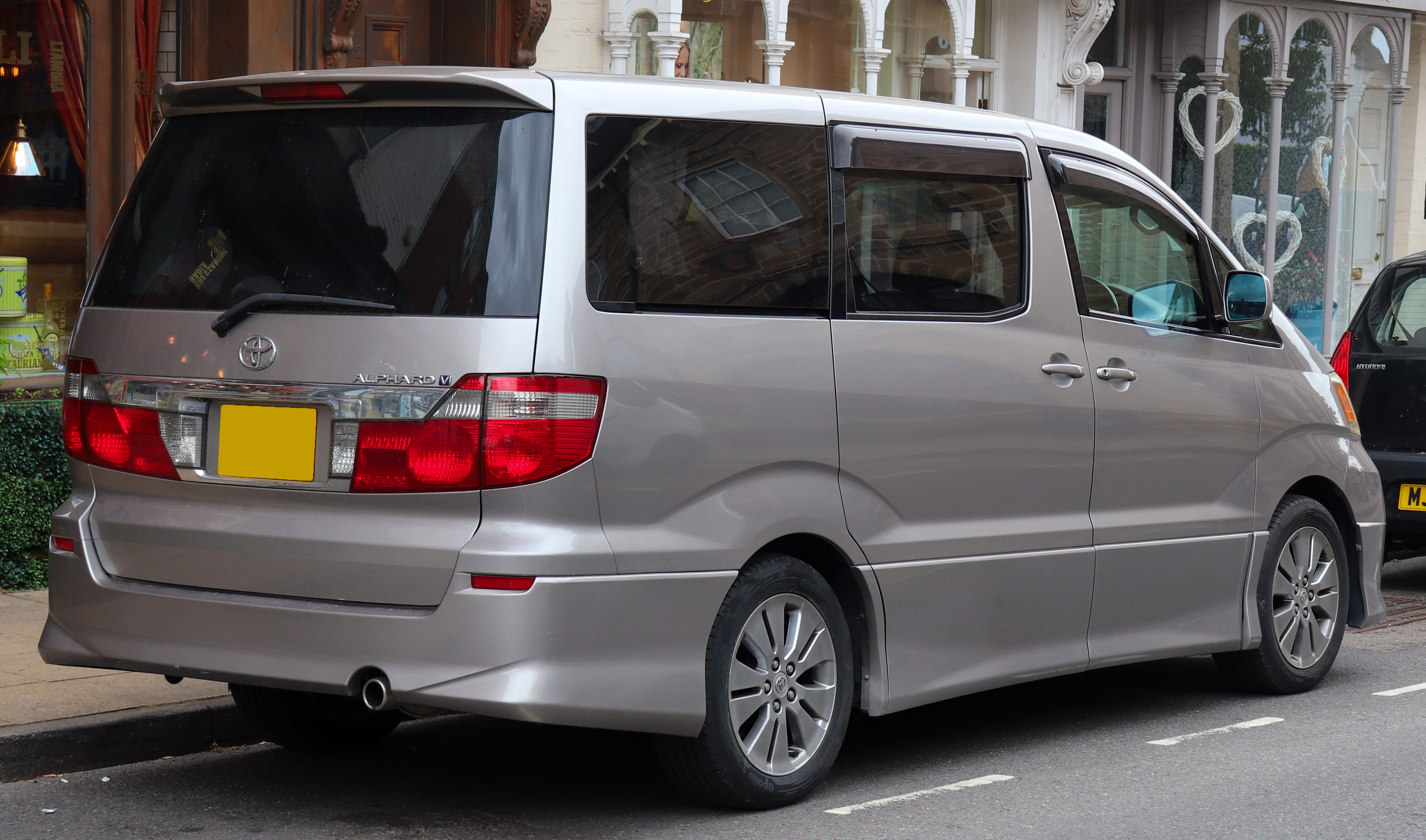
'تويوتا ألفارد V AS (شبه-فاسيليفتيد, UK)
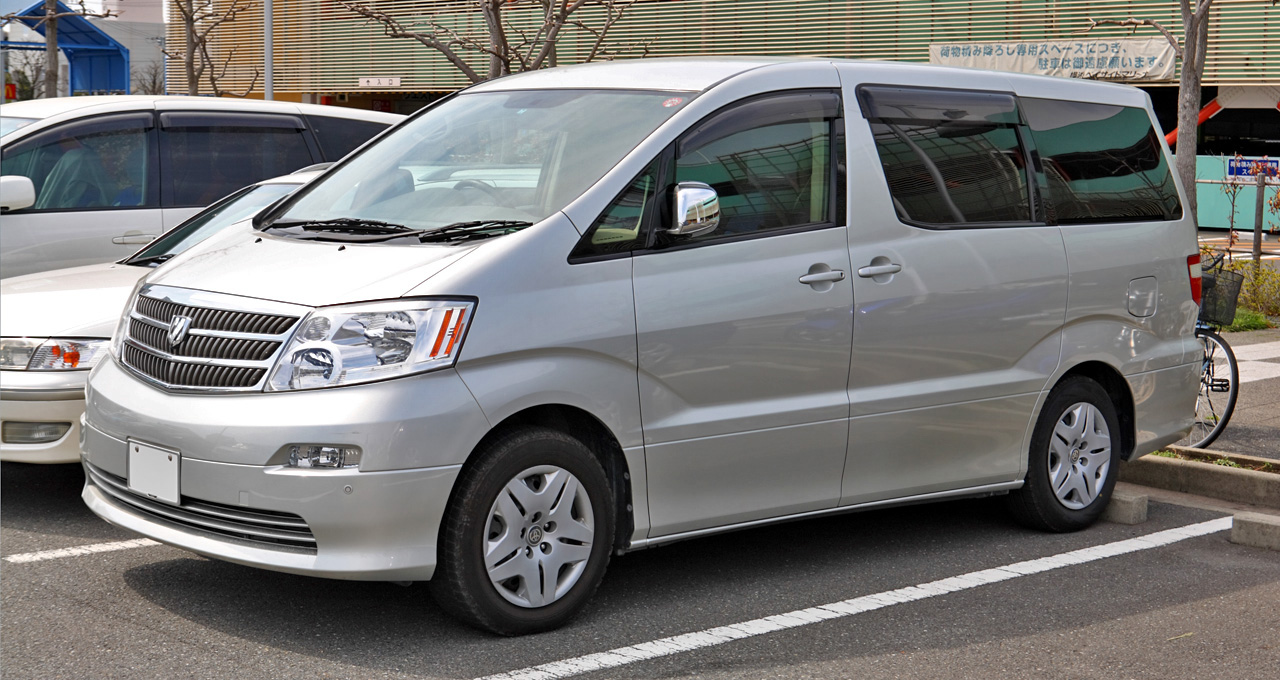
'تويوتا ألفارد G AX (شبه-فاسيليفتيد, اليابان)
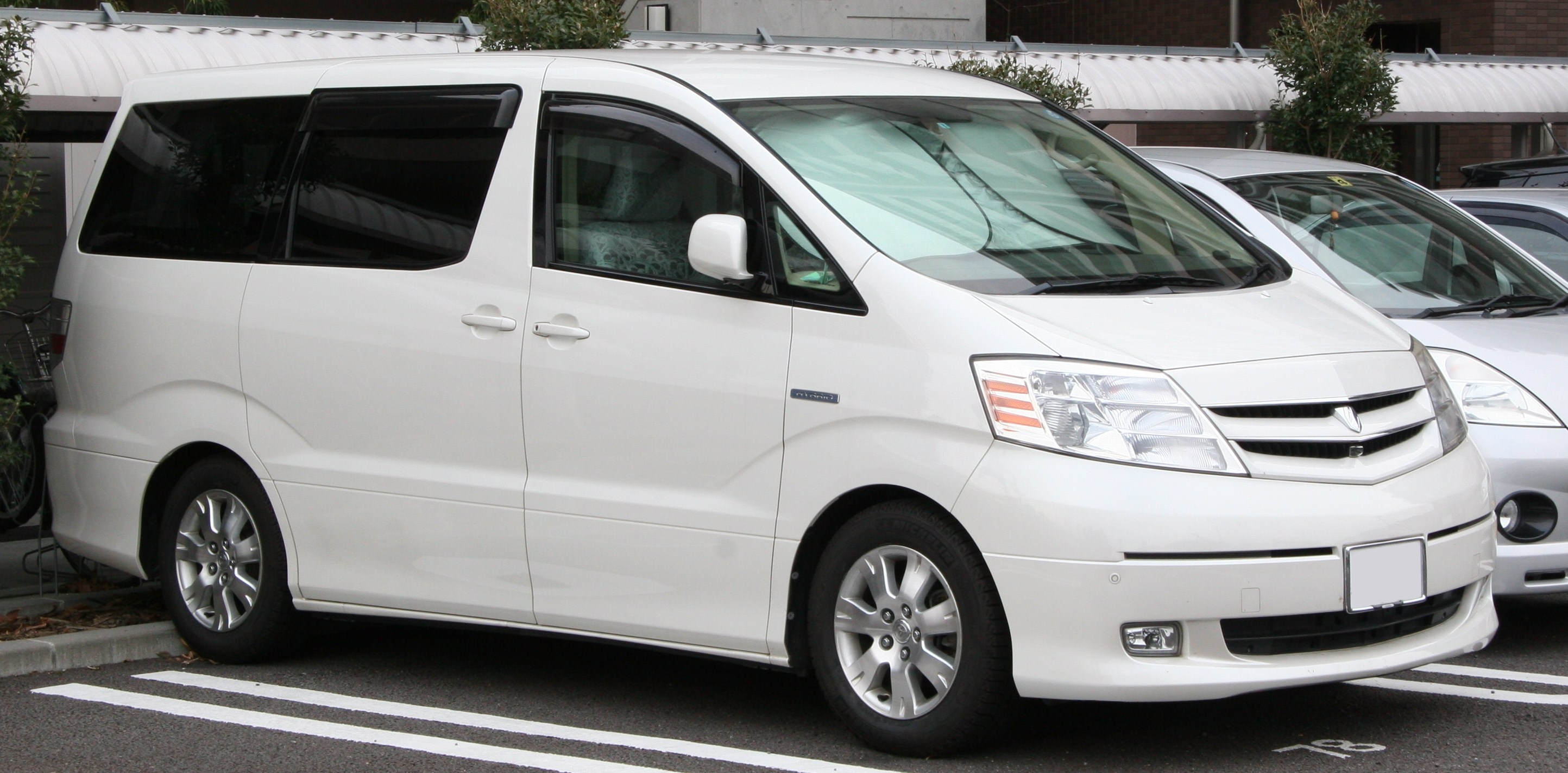
'تويوتا ألفارد هجينة (شبه-فاسيليفتيد, اليابان)
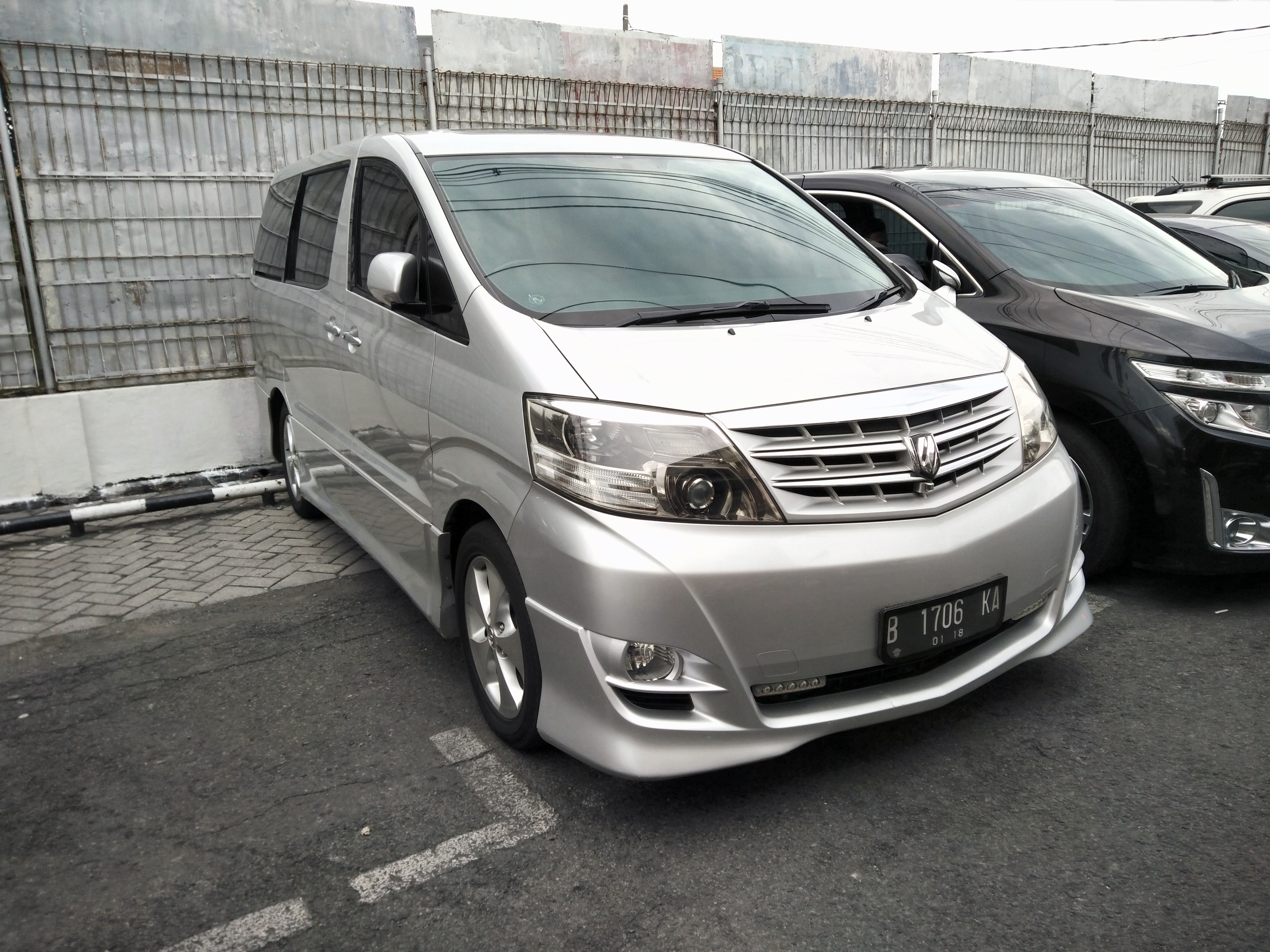
'تويوتا ألفارد V AS (فاسيليفتيد, إندونيسيا)
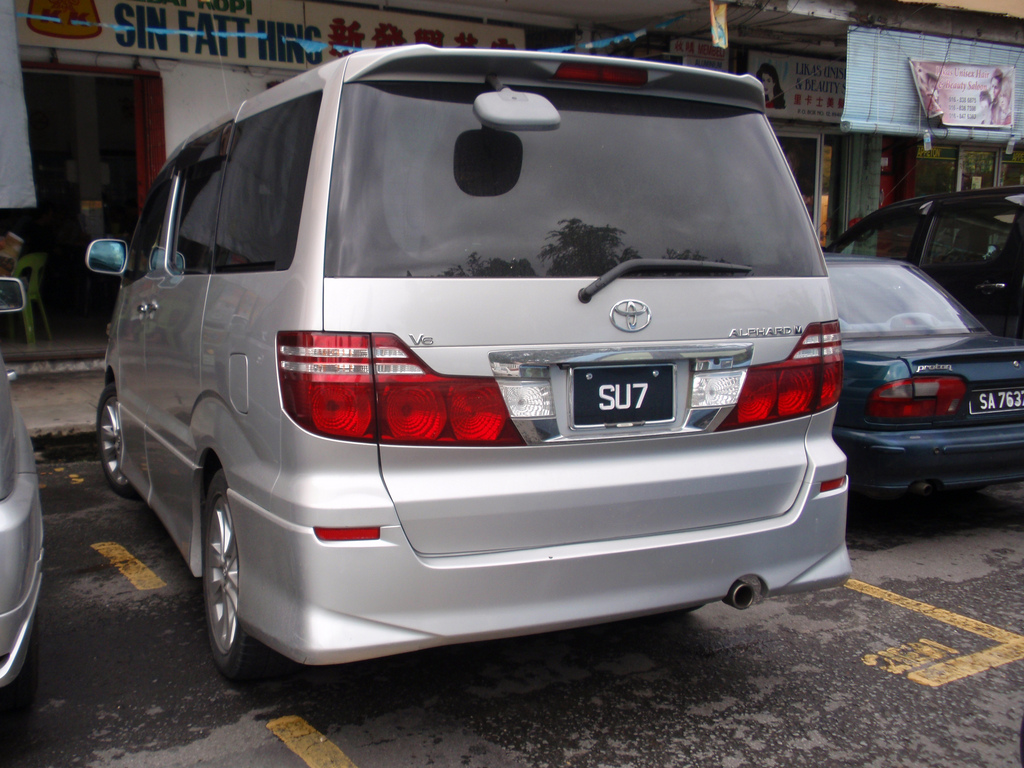
'تويوتا ألفارد V MS (فاسيليفتيد, ماليزيا)
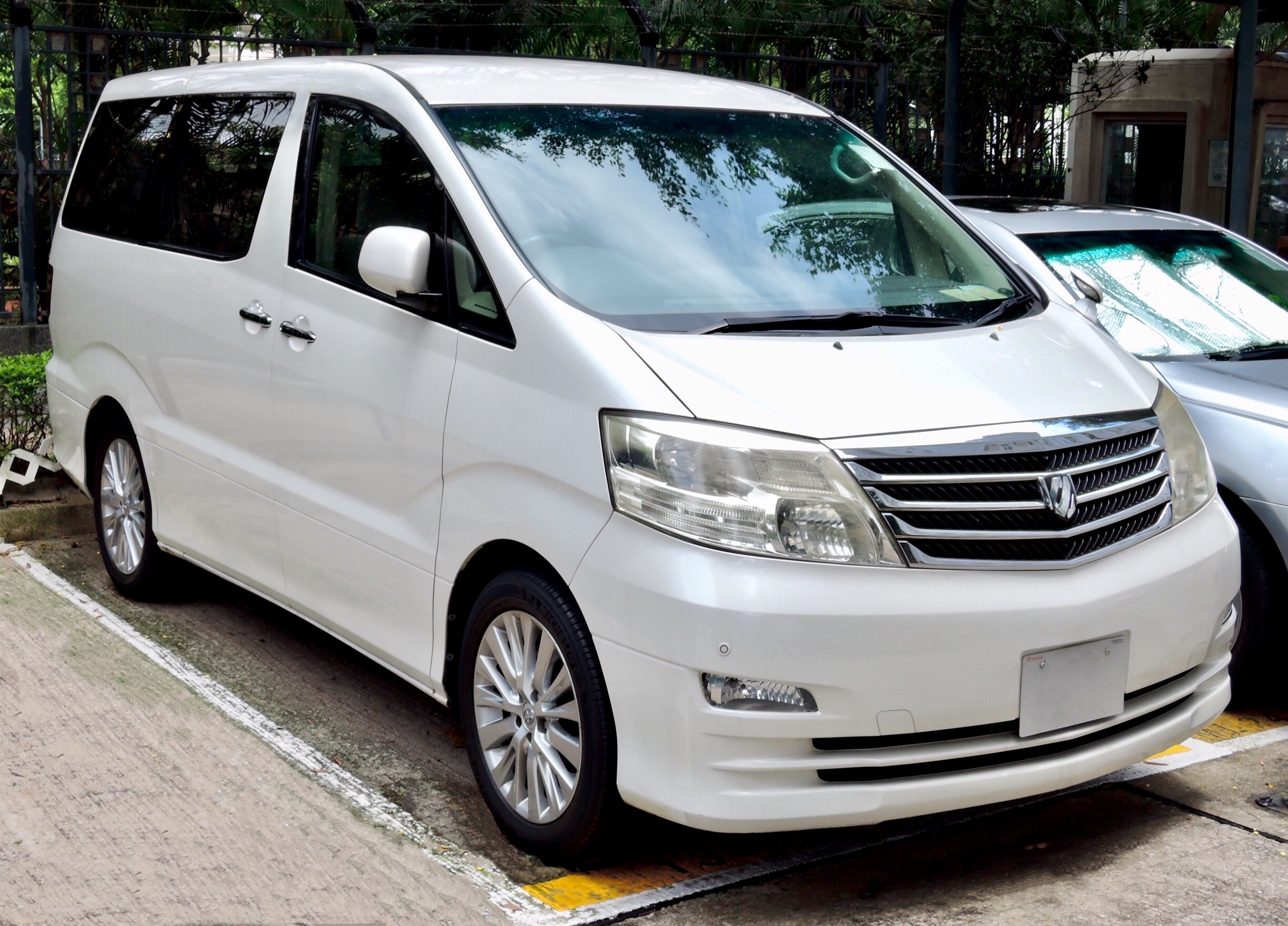
'تويوتا ألفارد G (فاسيليفتيد, هونغ كونغ)
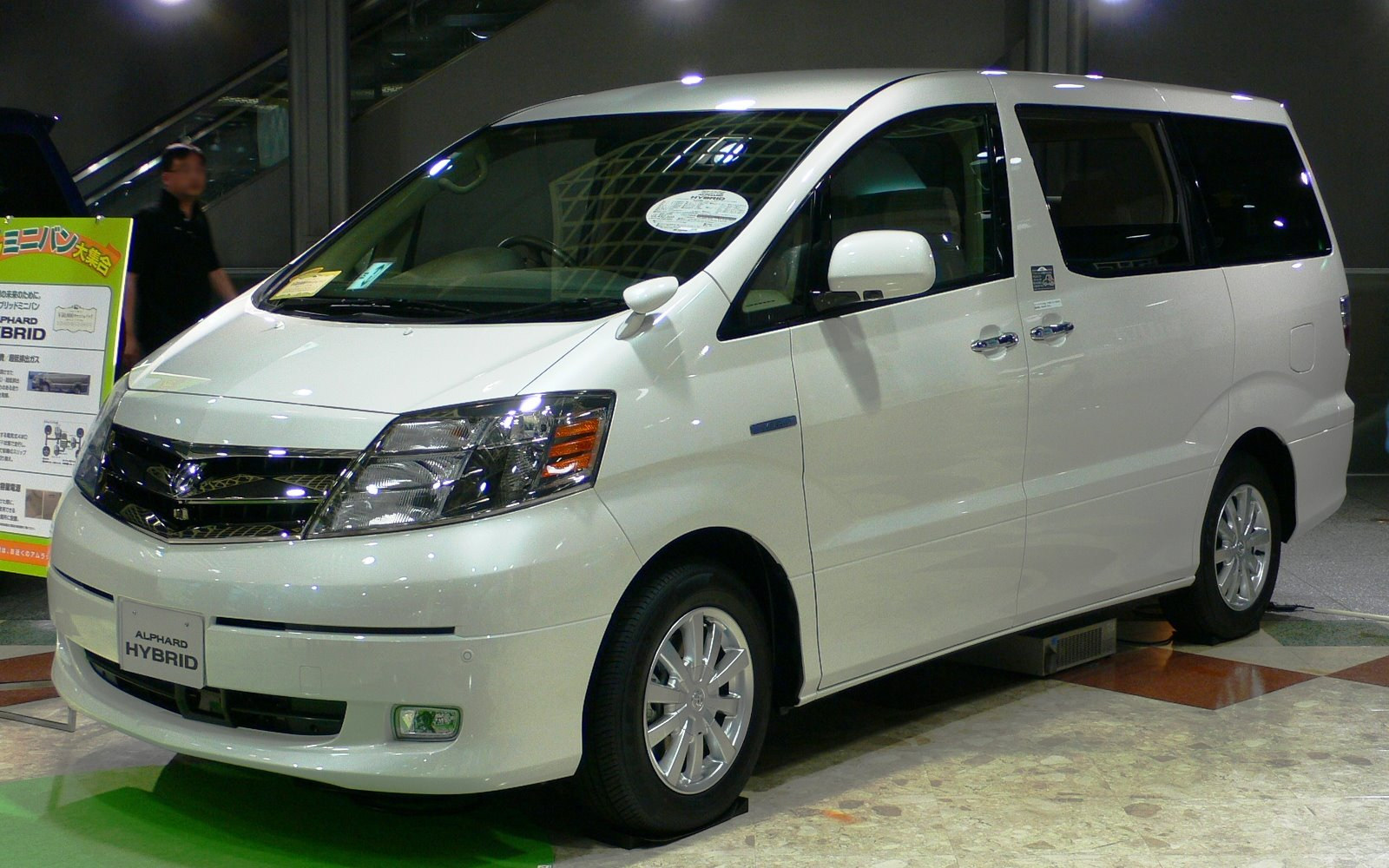
'تويوتا ألفارد هجينة (فاسيليفتيد, اليابان)
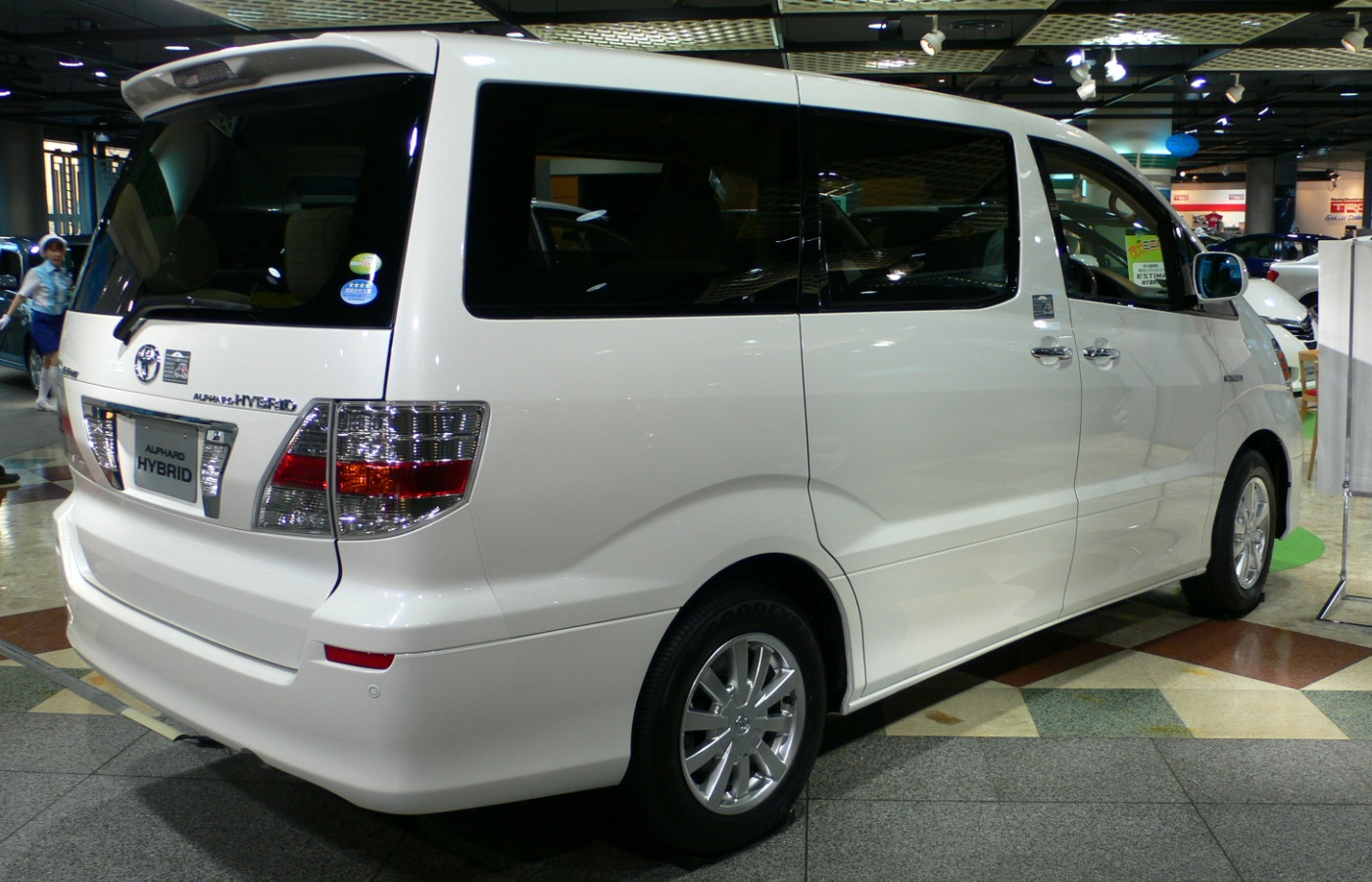
'تويوتا ألفارد هجينة (فاسيليفتيد, اليابان)